# Habitatge al carrer Coll del Castell, 5 (Rupit)
L'Habitatge al carrer Coll del Castell, 5 és una casa de Rupit i Pruit (Osona) inclosa a l'Inventari del Patrimoni Arquitectònic de Catalunya.

## Descripció
Casa mitgera de dos trams i consta de planta baixa i dos pisos. La façana es troba orientada a llevant i el ràfec resta paral·lel a aquest sector. El mur de ponent es troba adossat al cingle del Castell. La planta baixa presenta un portal i dues finestres; la llinda del porta trobem la següent inscripció: "16 IHS 94", mentre que la finestra esquerra data: "17 IHS 88". Al primer s'hi distribueixen tres finestrals, amb ampit i espieres. Al segon pis hi ha un ampli balcó de fusta que abasta tota l'amplada de la façana i en el qual s'hi obren tres portals rectangulars, que com les finestres del primer es distribueixen simètricament. És construïda en pedra grisa sense polir als murs i ben carejada a les obertures.

## Història
La plaça del coll del Castell es troba a la part alta de la vila de Rupit, sota el mur de llevant del Castell. Les cases estan assentades damunt el cingle i la gran majoria pertanyen als segles XVII-XVIII. Com totes les de Rupit han estat restaurades respectant la tipologia primitiva. L'establiment de Cavallers al Castell de Rupit donà un caire aristocràtic a la vila. Al segle xiv la demografia baixa considerablement, al fogatge del segle xvi s'experimentà un cert creixement i al segle xvii comença a ésser un nucli important de població, ja que durant la guerra dels Segadors (1654) s'hi establiren molt francesos.